# Dabotap
O Pagode de Dabo, também conhecido como pagode de muitos tesouros, é um pagode localizado no templo de Bulguksa, em Gyeongju, na Coreia do Sul. Ao entrar no templo pela ponte Cheongun e Baegun, Dabotap está localizado no lado direito, opondo-se a Seokgatap no lado esquerdo. O pagode deve ter sido construído em 751, o 10º ano do rei Shilla Gyeongdeok. Atualmente, é designado como Tesouro Nacional n. 20.
O pagode de 3 andares tem 10,29 metros de altura e foi construído em um estilo ornamentado não visto em outros países budistas. As técnicas escultóricas utilizadas são únicas para a época e incluem traços delicados.
O pagode está atualmente representado no anverso da moeda de 10 won.

## Galeria

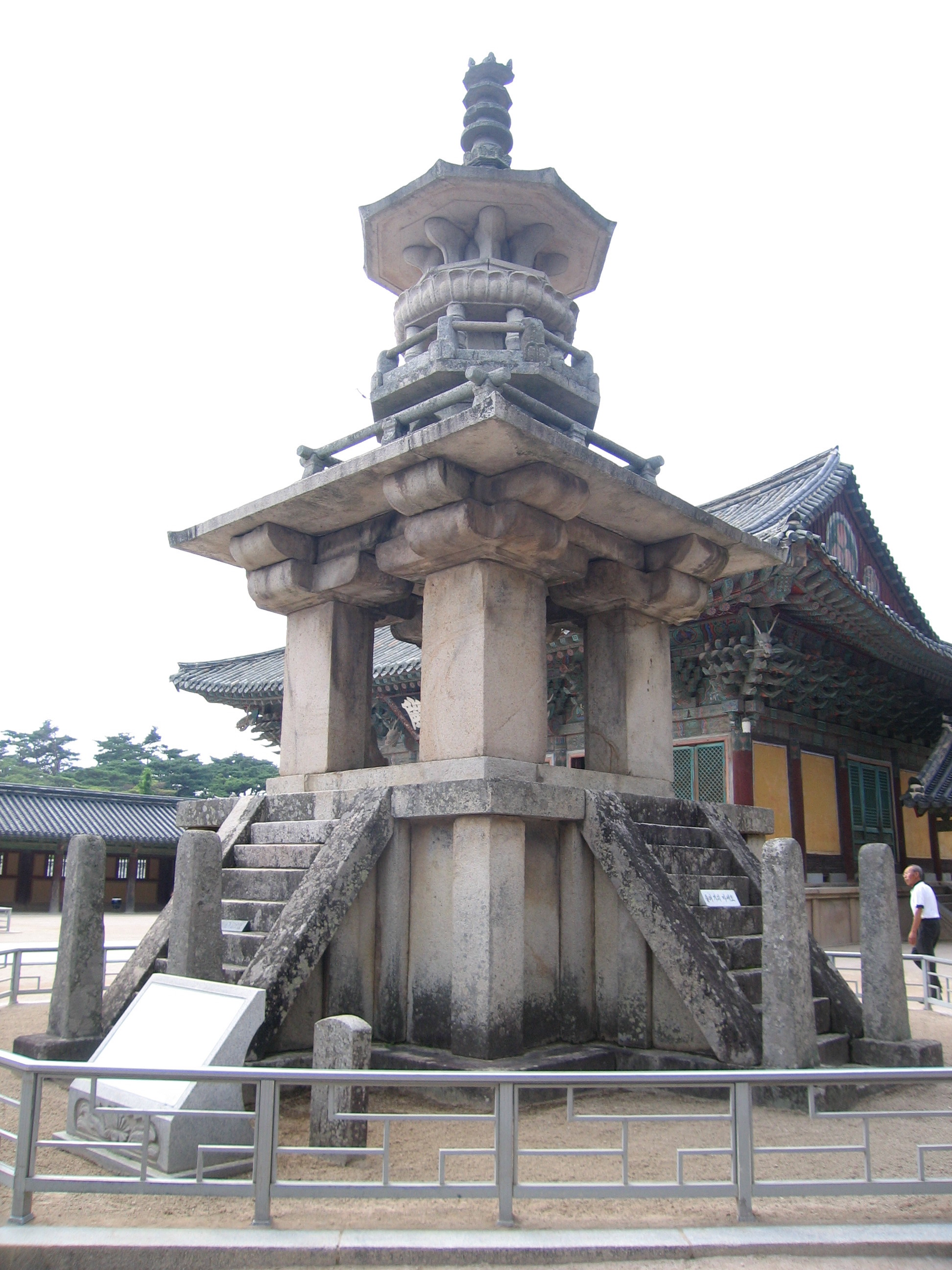
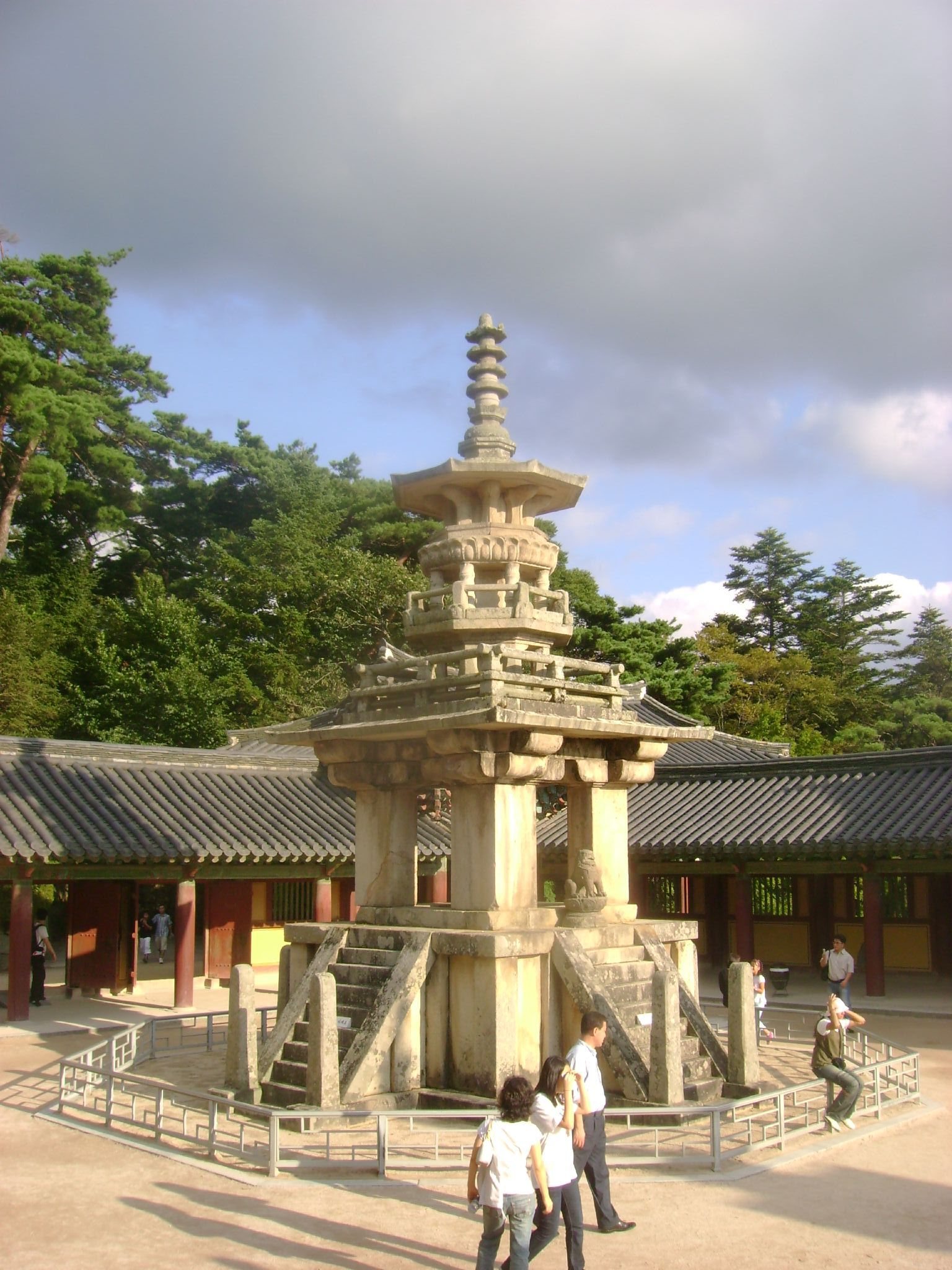
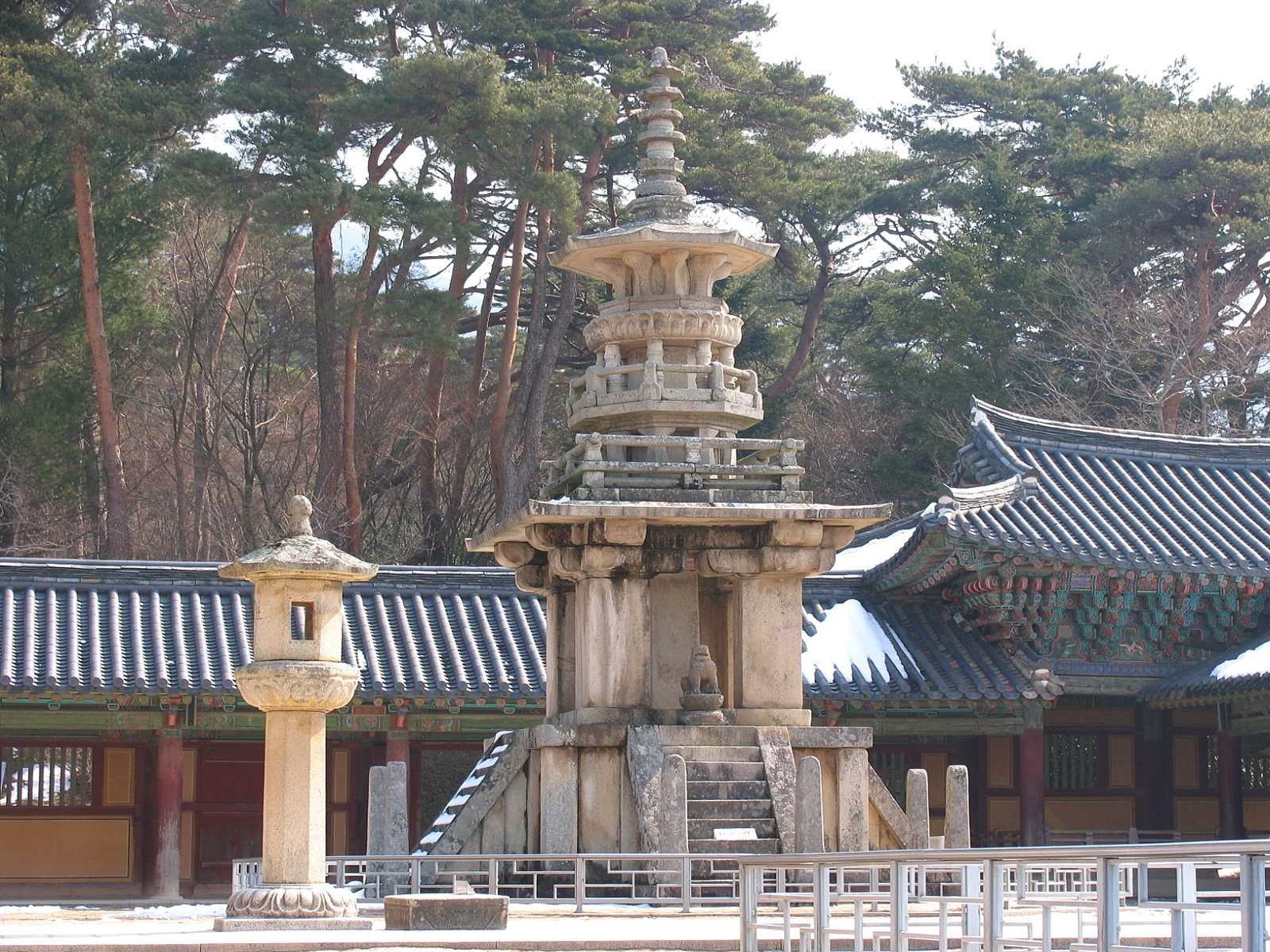
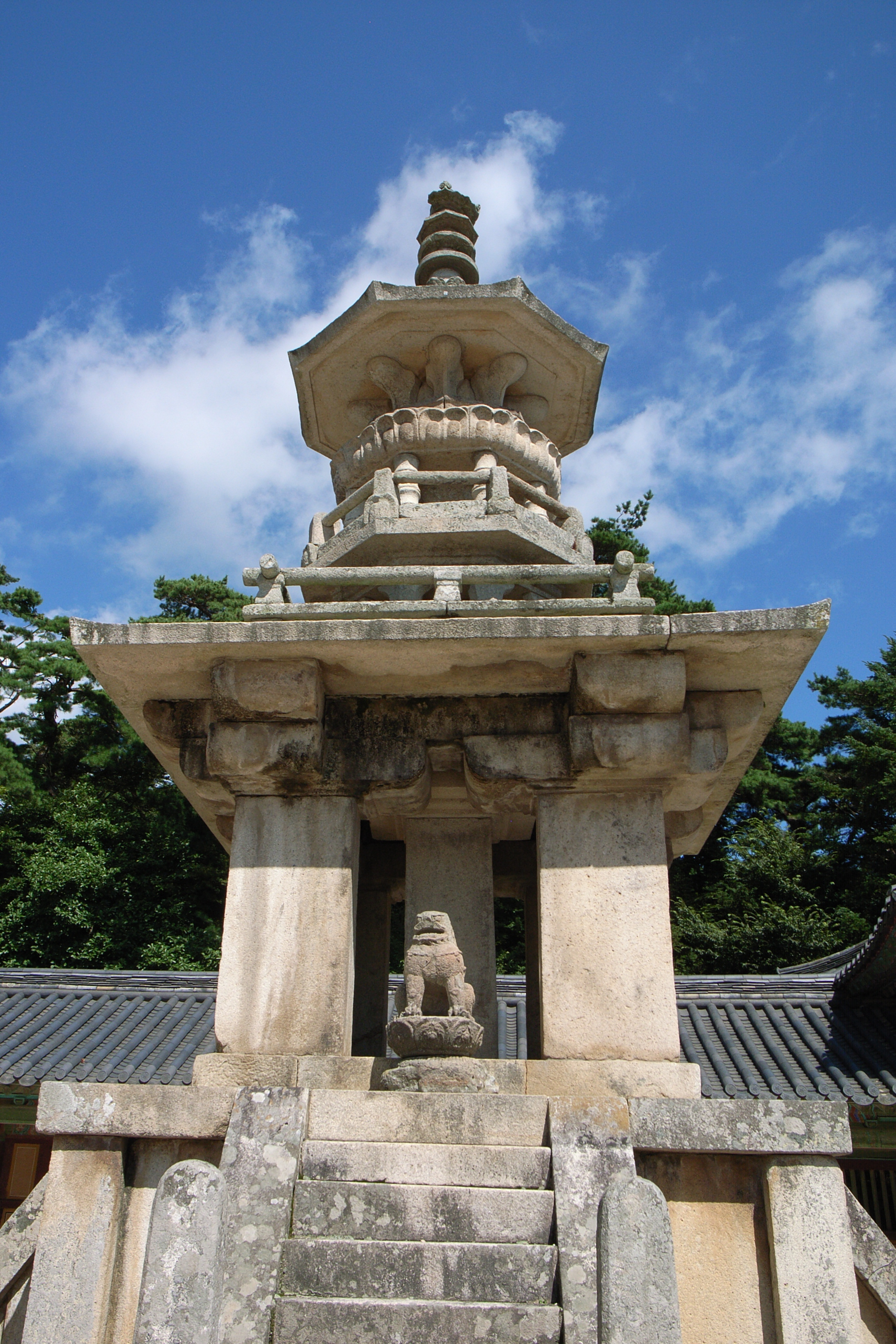